# ۵۷۶آی
۵۷۶آی (به انگلیسی: 576i) وضوح استاندارد تصویر است که در بیشتر کشورهایی که فرکانس توزیع انرژی الکتریکی آن‌ها ۵۰ هرتز می‌باشد، برای پخش تصاویر تلویزیونی استفاده می‌شود. در این استاندارد، تعداد خطوط یا تعداد پیکسل‌های عمودی ۵۷۶ عدد بوده و آی نشان‌دهندهٔ نوع اسکن تصاویر به صورت هم‌آمیخته (interlaced) می‌باشد.
این نماد و نماد هر استاندارد تصویری دیگر به همراه تعداد فیلدهای تصویر در یک ثانیه یا تعداد فریم‌های تصویر (که معمولاً نصف تعداد فیلدها است) نیز نشان داده می‌شوند که تعداد فیلد بلافاصله و تعداد فریم بعد از یک خط مورب نوشته می‌شوند مثل 576i50 (تعداد فیلد: ۵۰) یا 576i/۲۵ (تعداد فریم: ۲۵).